# Arielle Kebbel

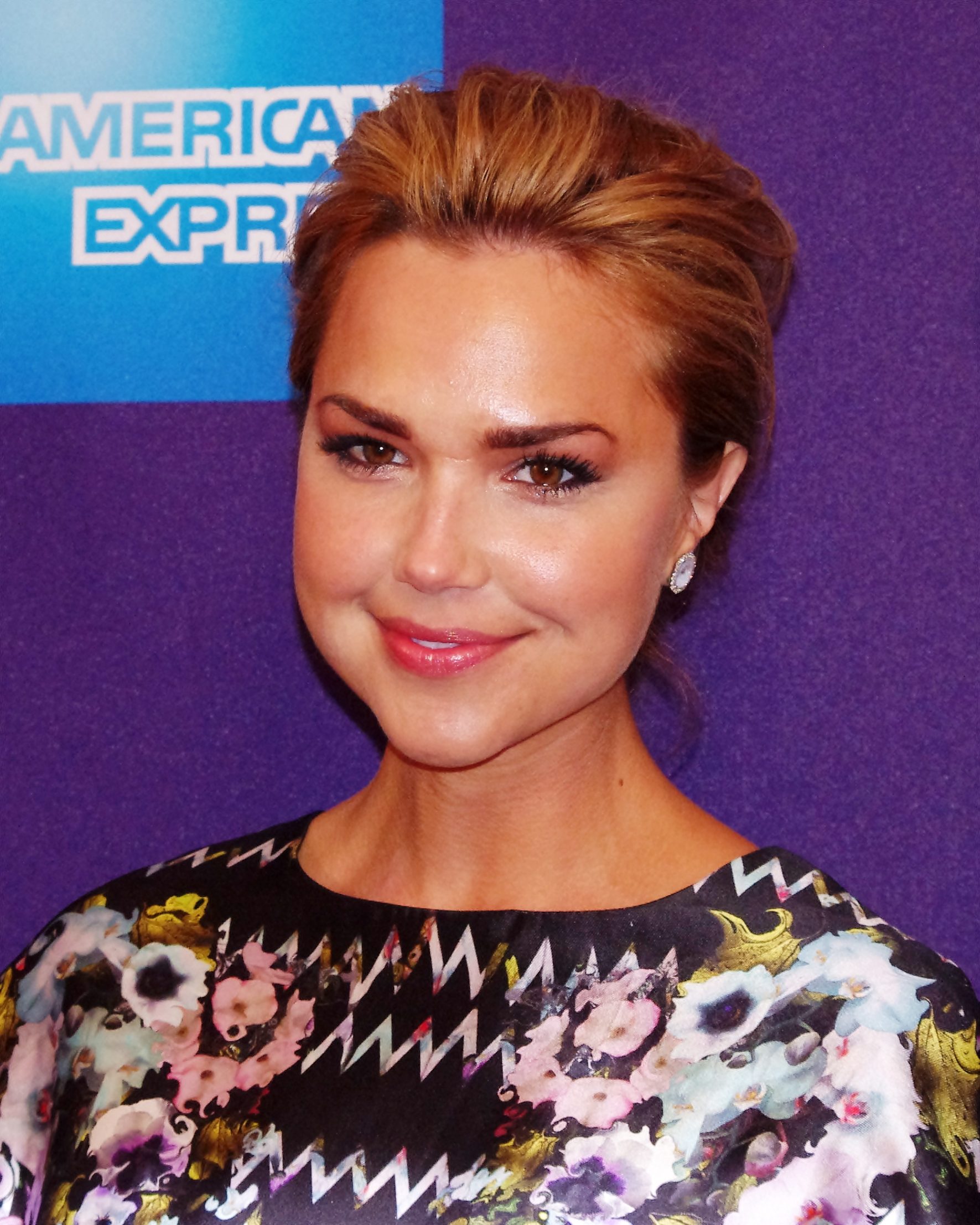
Arielle Kebbel (2012)

Arielle Caroline Kebbel (* 19. Februar 1985 in Winter Park, Florida) ist eine US-amerikanische Schauspielerin und Fotomodell.

## Leben und Karriere
Kebbel wurde in Florida geboren, wo sie auch bis zum Alter von 18 Jahren lebte. Gemeinsam mit ihrer Mutter Sheril fasste sie den festen Entschluss, ins Filmgeschäft einzusteigen, woraufhin sie 2004 nach Los Angeles zogen. Nur drei Tage später hatte sie einen Vertrag für die Serie Gilmore Girls. Kebbel hat eine ältere Schwester namens Julia und einen jüngeren Bruder namens Christian.
Ihre erste Rolle erhielt Kebbel in The Bros. (2002) neben Ludacris und Shaquille O’Neal. Außerdem wurde sie in diesem Jahr zur Miss Florida Teen gewählt. Der Gewinn dieser Wahl machte es ihr möglich, weitere Schritte im Film- und Modelgeschäft zu tätigen.
Kebbel hatte daraufhin einige namhafte Gastauftritte in Serien wie Für alle Fälle Amy (2003), Keine Gnade für Dad (2004), Law & Order (2004), Shark (2006) oder CSI: Miami. Doch die meiste Aufmerksamkeit sicherte sie sich in dieser Zeit durch die wiederkehrende Rolle der Lindsay Lister Forrester als Dean Forresters neue Liebe und Ehefrau in Gilmore Girls.
2005 war sie in Be Cool – Jeder ist auf der Suche nach dem nächsten großen Hit, Reeker, Dirty Deeds, The Kid & I und im vierten Teil der American-Pie-Reihe American Pie präsentiert: Die nächste Generation zu sehen.
2006 spielte sie in den Filmen Aquamarin – Die vernixte erste Liebe, Rache ist sexy, Der Fluch – The Grudge 2 und Outlaw Trail mit. Noch im selben Jahr wurden die Dreharbeiten zum Film Daydreamer abgeschlossen, bei dem Braham Turner Regie führte.
Beginnend 2009 und in den Jahren 2011 bis 2014 war sie ein wiederkehrender Charakter in der US-amerikanischen Fernsehserie Vampire Diaries als Alexia „Lexi“ Branson.

## Persönliches
Kebbel war ab 2004 mit Braham Turner liiert und lebt mit ihm in Beverly Hills.
Im April 2025 machte sie ihre Beziehung mit ihrem Vampire-Diaries-Costar Zach Roering bekannt.

## Filmografie (Auswahl)
- 2002: The Bros.
- 2003: Für alle Fälle Amy (Judging Amy, Fernsehserie, Folge 5x08)
- 2003–2004: Gilmore Girls (Fernsehserie, 9 Folgen)
- 2004: Soul Plane
- 2004: CSI: Den Tätern auf der Spur (CSI: Crime Scene Investigation, Fernsehserie, Folge 3x21)
- 2004: Law & Order: Special Victims Unit (Fernsehserie, Folge 5x17)
- 2005: CSI: Miami (Fernsehserie, Folge 3x16)
- 2005: American Pie präsentiert: Die nächste Generation (American Pie: Band Camp)
- 2005: Dirty Deeds
- 2005: Reeker
- 2005: Be Cool – Jeder ist auf der Suche nach dem nächsten großen Hit (Be Cool)
- 2005: The Kid & I
- 2006: Der Fluch – The Grudge 2 (The Grudge 2)
- 2006: Aquamarin – Die vernixte erste Liebe (Aquamarine)
- 2006: Rache ist sexy (John Tucker Must Die)
- 2006: The Outlaw Trail
- 2007: Daydreamer
- 2008: Forever Strong
- 2008: Red Mist
- 2009: Der Fluch der 2 Schwestern (The Uninvited)
- 2009, 2011–2014, 2017: Vampire Diaries (The Vampire Diaries, Fernsehserie, 9 Folgen)
- 2010: True Blood (Fernsehserie, Folge 3x10)
- 2010: Beilight – Bis(s) zum Abendbrot (Vampires Suck)
- 2010: Life Unexpected – Plötzlich Familie (Life Unexpected, Fernsehserie, 7 Folgen)
- 2011: Mardi Gras: Die größte Party ihres Lebens (Mardi Gras: Spring Break)
- 2011–2013: 90210 (Fernsehserie, 15 Folgen)
- 2012: Denk wie ein Mann (Think Like a Man)
- 2012: Hawaii Five-0 (Fernsehserie, Folge 3x04)
- 2012: Eine Braut zu Weihnachten (A Bride for Christmas, Fernsehfilm)
- 2013: Instant Mom (Fernsehserie, 2 Folgen)
- 2014: Hotel mit Herz (Sweet Surrender, Fernsehfilm)
- 2014: The After (Fernsehfilm)
- 2015: UnREAL (Fernsehserie, 3 Folgen)
- 2015: The League (Fernsehserie, 3 Folgen)
- 2015: The Grinder – Immer im Recht (The Grinder, Fernsehserie, 2 Folgen)
- 2015: Ein Bräutigam zu viel (Bridal Wave, Fernsehfilm)
- 2015–2016, 2019: Ballers (Fernsehserie, 12 Folgen)
- 2015–2019: Robot Chicken (Fernsehserie, 3 Folgen, Stimme)
- 2017: Vier Weihnachten und eine Hochzeit (Four Christmases and a Wedding)
- 2017: Bitch
- 2017–2018: Midnight, Texas (Fernsehserie, 19 Folgen)
- 2018: Fifty Shades of Grey – Befreite Lust (Fifty Shades Freed)
- 2018: Another Time
- 2019: A Brush with Love (Fernsehfilm)
- 2019: Grand Hotel (Fernsehserie, 4 Folgen)
- 2020: Lincoln Rhyme: Der Knochenjäger (Lincoln Rhyme – Hunt for the Bone Collector, Fernsehserie, 10 Folgen)
- 2021: After Love (After We Fell)
- 2021: A Christmas Witness (Fernsehfilm)
- 2022–2023: 9-1-1: Notruf L.A. (9-1-1, Fernsehserie, 10 Folgen)
- 2022: After Ever Happy
- 2023: Love in the Great Smoky Mountains – A National Park Romance (Fernsehfilm)
- 2023: After Everything
- 2024: Summer Camp
- seit 2024: Rescue – HI-Surf (Fernsehserie)